# Pugchén Mumuntic
Pugchén Mumuntic är en ort i Mexiko.   Den ligger i kommunen Chamula och delstaten Chiapas, i den sydöstra delen av landet, 700 km öster om huvudstaden Mexico City. Pugchén Mumuntic ligger 1 603 meter över havet och antalet invånare är 1 046.
Terrängen runt Pugchén Mumuntic är bergig, och sluttar västerut. Runt Pugchén Mumuntic är det ganska tätbefolkat, med 166 invånare per kvadratkilometer. Närmaste större samhälle är Ixtapa, 11,0 km sydväst om Pugchén Mumuntic. I omgivningarna runt Pugchén Mumuntic växer i huvudsak städsegrön lövskog.